# Алтун, Джон
Джон Алтун (англ. John Altoon; 1926, Лос-Анджелес, США — 1969, Лос-Анджелес) — американский художник, представитель «абстрактного экспрессионизма». Важная фигура искусства Лос-Анджелеса 1950—1960-х годах.
В 1947—1949 годах учился в Институте искусств Отиса, одновременно с 1947 по 1950 год посещал Колледж дизайна Центра Искусств Лос-Анджелеса. Известен фигуративными работами, вместе с Э. Кинхольцем и Р. Ирвином состоял в «Ferus group». С ранних лет страдал шизофренией, в порывах депрессии и паранойи уничтожил часть своих работ.  Он был «одержим настоящими демонами», вспоминает Ларри Белл. Умер от обширного инфаркта.
С 30 января 1959 года по 1 марта 1962 был женат на актрисе Фэй Спейн (развод).
Работы хранятся в музеях разных стран: Галерея Тейт, Музей американского искусства Уитни, Музей современного искусства Сан-Франциско, Институт искусств (Чикаго), Центр искусств Гафесчяна.

## Серии работ
- TRIP SERIES, 1959
- OCEAN PARK SERIES, 1962
- HYPERION SERIES, 1964

## Статьи
- Ollman, Leah (February 1999). «Altoon: Beyond the Aura — Works of John Altoon». Art in America.